# دايتشي كامادا
دايتشي كاماتا (باليابانية: 鎌田 大地) (مواليد 5 أغسطس 1996)، هو لاعب كرة قدم ياباني يلعب كلاعب وسط مع نادي لاتسيو في الدوري الإيطالي.

## مسيرته الكروية
لعب دايتشي كامادا خلال مسيرته الاحترافية مع 3 أندية في ستة مواسم وسجل خلالها 30 هدف ضمن 130 مباراة. حيث فاز في موسم واحد بالكأس ولم يفز بأي دوري.
خاض دايتشي كامادا مسيرته مع نادي ساغان توسو في موسم 2015 واستمر معه طيلة ثلاثة مواسم، مشاركًا في 65 مباراة سجل خلالها 13 هدفًا. ثم انتقل إلى نادي آينتراخت فرانكفورت في موسم 2017–18 في المرة الأولى لمدة موسم واحد ثم في موسم 2019–20 لمدة موسم واحد، حيث شارك طوالها في 31 مباراة سجل خلالها هدفين. لينتقل بعدها إلى نادي سينت ترويدن في موسم 2018–19 لمدة موسم واحد، مشاركًا في 34 مباراة سجل خلالها 15 هدفًا.

## وصلات خارجية
- دايتشي كامادا على موقع الاتحاد الأوربي (الإنجليزية)
- دايتشي كامادا على موقع رابطة كرة القدم اليابانية للمحترفين (اليابانية)
- دايتشي كامادا على موقع إي إس بي إن إف سي (الإنجليزية)
- دايتشي كامادا على موقع قاعدة بيانات كرة القدم.إي يو (الإنجليزية)
- دايتشي كامادا على موقع ليكيب (الفرنسية)
- دايتشي كامادا على موقع ناشيونال فوتبول تيمز (الإنجليزية)
- دايتشي كامادا على موقع Soccerbase.com (لاعب) (الإنجليزية)
- دايتشي كامادا على موقع Soccerway.com (الإنجليزية)
- دايتشي كامادا على موقع عالم كرة القدم.نت (الإنجليزية)
- دايتشي كامادا على موقع كووورة